# Поземский, Леон Михайлович
Лео́н Миха́йлович Позе́мский (1897, Псков — 12 июня 1919) — участник Гражданской войны, первый руководитель Псковской организации РКСМ.

## Биография
Леон Поземский родился в караимской семье Михаила (Моисея) Елисеевича Поземского и Беаты Осиповны (тоже урожд. Поземской). В семье также воспитывались сыновья Исай, Ромуальд, Яков и дочь Софья (в замуж. Иваньян).
В 1915 году с золотой медалью окончил Псковскую гимназию и был призван в армию. После учёбы в школе прапорщиков направлен на фронт строевым офицером. После Октябрьской революции примкнул к большевикам. При его активном участии в Пскове был создан молодёжный клуб. С декабря 1918 года он — руководитель Псковской городской комсомольской организации.
Организации комсомола возникли и в других городах губернии. Необходимо было образовать единую губернскую комсомольскую организацию. Оргбюро по созыву губернского съезда комсомола возглавил Л. М. Поземский.
В мае 1919 года для защиты города от отряда С. Н. Булак-Балаховича наступавшего Псковского добровольческого корпуса был сформирован сводный коммунистическо-комсомольский батальон, в составе которого Поземский отправился на фронт. 12 июня при переправе через реку Кебь рота под командованием Леона Поземского прикрывала отступление. Поземский попал в плен и был расстрелян.
Псковский краевед, писатель Александр Бологов так описывает эти события: «12 июня во время боя на дальних подступах к городу, у реки Кебь, комсомольский вожак был ранен и попал в плен. После того как один из местных кулаков опознал Поземского, белогвардейцы учинили ему жестокий допрос. Его многократно избивали, обливали для приведения в чувство холодной водой и допрашивали снова… Обозленные молчанием молодого красного командира, белые застрелили его. Жители деревни ночью похоронили Поземского у самого берега реки, там, где незадолго до этого держали оборону бойцы его отряда».

## Память
В 1934 году останки Л. М. Поземского были перенесены в сквер Павших борцов. На могиле был поставлен памятник из чёрного гранита с надписью: «Здесь погребен прах отважного героя-комсомольца Леона Поземского. 12 июня 1919 года, раненый в боях под Псковом на реке Кебь, попал в плен и был расстрелян белогвардейцами.
На здании гимназии (улица Калинина, 5), где учился Л. М. Поземский, установлена мемориальная доска.
Его имя носит одна из улиц на Запсковье (одна из самых протяженных в Пскове) и Псковская СОШ №1.
В 1988 году на месте гибели Поземского был открыт памятный знак.